# Lit de clous
 (juin 2017).
Si vous disposez d'ouvrages ou d'articles de référence ou si vous connaissez des sites web de qualité traitant du thème abordé ici, merci de compléter l'article en donnant les références utiles à sa vérifiabilité et en les liant à la section « Notes et références ».
Pour les articles homonymes, voir Lit à clous.

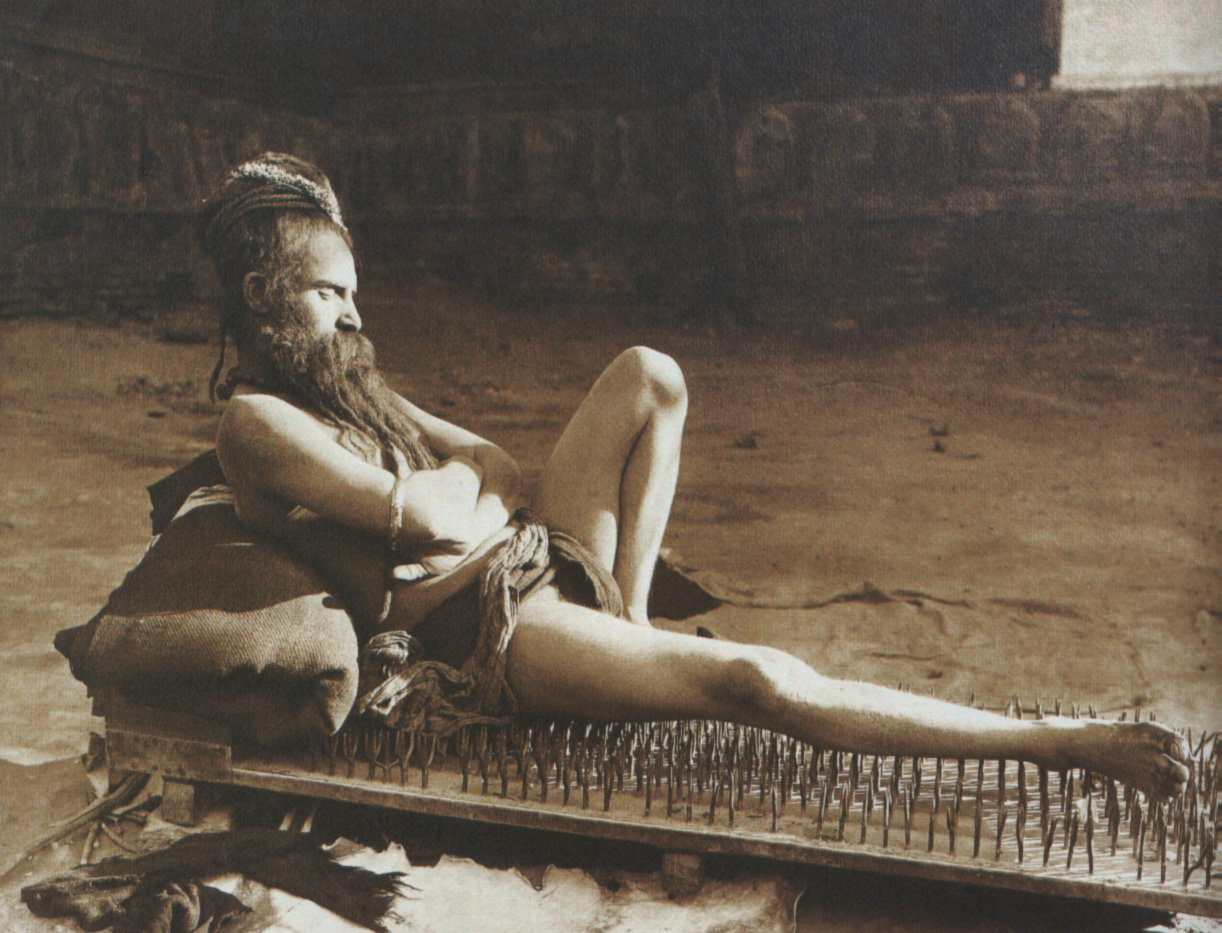
Un fakir sur une planche à clous à Varanasi (photo d'Herbert Ponting, 1907).

Le lit de clous, ou planche à clous, est une planche rectangulaire traversée de clous à intervalles réguliers. Le nombre de clous est variable, mais il doit être assez grand pour que chaque clou supporte une masse assez faible pour ne pas percer la peau.
Ce type de planche (lit de clous) a pour origine le fakirisme. Les fakirs sont réputés pour ne pas ressentir la douleur lors d'une « méditation » assis ou allongés sur cette planche, avec les clous en contact avec la peau.

## Fonction thérapeutique
La pression des clous sur la peau fonctionne selon le principe de l'acupression. Elle stimule la circulation sanguine, la sécrétion d'endorphines et la relaxation musculaire. Le lit de clous est donc également un outil thérapeutique permettant à l'ascète de réduire ses tensions physiques et émotionnelles.

## Création d'une planche à clous
Plus le nombre de clous est important, moins la masse (et donc le poids) supportée par clou est important et donc moins il est difficile (et douloureux) de s'installer dessus. Lors de la création d'une planche, les intervalles entre les clous dépendent donc de la masse de l'objet posé sur la planche, de la régularité de la répartition de la pointe des clous, du type et de la taille du clou. Un intervalle d'environ deux centimètres est correct. Il vaut tout de même mieux calculer le poids qui sera appliqué sur chaque clou, afin de ne pas avoir de mauvaises surprises. En effet, le lit de clous a été utilisé, avec un nombre peu important de clous, comme instrument de torture.